# 格拉特勒伊
格拉特勒伊（法語：Gratreuil，法語發音：[ɡʁatʁœj]）是法国马恩省的一个市镇，属于香槟沙隆区。

## 地理
格拉特勒伊（49°14'46"N, 4°41'50"E）面积4.77 平方千米，位于法国大東部大區马恩省，该省份为法国东北部内陆省份，北起阿登省，西北接埃纳省，西南接塞纳-马恩省，南至奥布省，东南接上马恩省，东临默兹省。
与格拉特勒伊接壤的市镇（或旧市镇、城区）包括：阿尔德伊和蒙福克塞勒、芒尔、多尔穆瓦地区丰坦、鲁夫鲁瓦-里蓬、索姆皮-塔于尔。

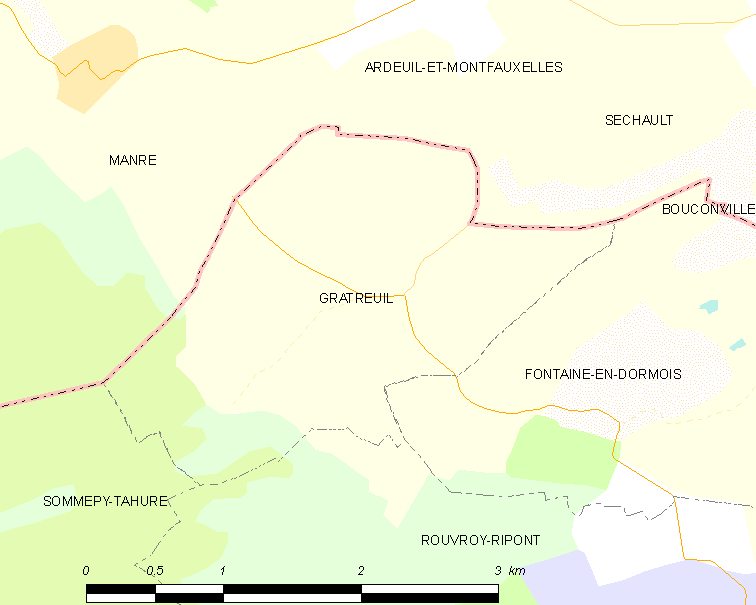
格拉特勒伊的OSM定位图

格拉特勒伊的时区为UTC+01:00、UTC+02:00（夏令时）。

## 行政
格拉特勒伊的邮政编码为51800，INSEE市镇编码为51280。

## 政治
格拉特勒伊所属的省级选区为阿戈讷-叙普-韦勒县。

## 人口

1962-2008年间格拉特勒伊人口变化图示

格拉特勒伊于2022年1月1日时的人口数量为21人。